# Сакания, Гунда Валентиновна
Гу́нда Валенти́новна Сака́ния (абх. Гунда Сақаниа-ҧҳа; род. 25 февраля 1966, с. Кутол, Абхазская АССР) — абхазская поэтесса, переводчик; лауреат Государственной премии им. Гулиа (2010). Заслуженный работник культуры Республики Абхазия (2024).

## Биография
В 1981 году окончила Кутольскую среднюю школу им. И.Когония, в 1986 — переводческое отделение Абхазского государственного университета, в 1988 — Литературный институт им.Горького в Москве.
В 1989—1992 годы работала литературным консультантом в Союзе писателей Республики Абхазия. С 1994 г. — референт-переводчик Парламента Республики Абхазия. С 2005 года работает главным специалистом при Государственном фонде развития абхазского языка.
Преподаёт в Абхазском университете. Член Союза писателей Абхазии с 1995 года; в 2011 году баллотировалась на пост председателя Союза писателей Абхазии.

## Творчество

### Сборники стихов
- «Нежность» (1985)
- «Анана-Гунда» (1989)
- «Аматанеира» (1991)
- «Золотая капля» (2003)
- «Червонное золото» (2009)
- «Огненные бусы» (2009)
- «Золотой ларец» (2012)
- «Как великан стал зябликом, а зяблик великаном» (книга сказок, 2012)[4]
- «Песочные часы» (2014)
- «Песня цветов» (2015)

Является автором текста к духовному концерту Нодара Чанба.
Её стихи переводились на сербский язык.

### Избранные публикации
Источник — Электронные каталоги РНБ
- Саканиа Г. В. Адауы дышыӌынӌахаз аӌынӌа шдаухаз. ахәыӌқәа ирызку алакәқәа. — Аҟәа : Г. Сақаниаҧӽа, 2013. — 79 с.
- Саканиа Г. В. Аматанеира. — Аҟәа : Алҧха, 2001. — 52 с.
- Саканиа Г. В. Ахьы цәыкәбар. аҗәеинралқәа. — Аҟәа : Аҧсны Аӽәынткарра «Акьыҧхь аҩны», 2003. — 243 с.
- Саканиа Г. В. Саҭанеи лашәа (= Песнь Сатанеи). — Аҟәа : Аҧсны Аӽәынткарра «Акьыҧхь аҩны», 2008. — 300 с.

## Награды
- Государственная премия им. Гулиа в области литературы и искусства (2010) — за сборник стихов «Песнь Сатаней»[7]
- премия журнала «Алашара» (2013)[8]
- Заслуженный работник культуры Республики Абхазия (20 февраля 2024 года) — за вклад в развитие и популяризацию национальной литературы и культуры[9]